# Arthur Chung
Pour les articles homonymes, voir Chung.
Arthur Raymond Chung (né le 9 janvier 1918 et mort le 23 juin 2008) est un homme politique guyanien. Président de la république coopérative du Guyana du 17 mars 1970 au 6 octobre 1980, il est le premier chef d'État moderne issu de la diaspora chinoise dans un pays non asiatique.

## Biographie
Chung né le 9 janvier 1918 à Windsor Forest, en Guyane britannique, où il est le plus jeune des huit enfants de Joseph et Lucy Chung. Il fait ses études à Windsor Forest, Blankenburg et au Modern High School. En 1954, Chung épouse une autre fille de Windsor Forest, Doreen Pamela Ng-See-Quan, avec qui il a une fille et un fils.
Avant le service civique, Chung est un apprenti géomètre et arpenteur juré. Au début des années 1940, Chung entre dans le Middle Temple de Londres, en Angleterre, et remplace les fonctions d'avocat en 1947. Après ces études, il rentre en Guyane Britannique. Il y est par la suite nommé magistrat par intérim. Il devient magistrat en 1954 et haut magistrat en 1960. Chung est également greffier des actes et de la Cour suprême. Il devient ensuite juge puîné et enfin juge à la Cour d'appel en 1963.

### Présidence
Lorsque le Guyana devient une république sous la direction du premier ministre Forbes Burnham, en 1970, l'Assemblée nationale élit Chung comme premier président du pays. Il entre en fonction le 17 mars 1970 et se fait réélire le 12 mars 1976. Forbes Burnham succède à Chung à la présidence le 6 octobre 1980.

### Après la politique
Chung décéde le 23 juin 2008 à son domicile. Au cours des deux mois précédant son décès, il avait été hospitalisé à plusieurs reprises et il avait été libéré de l'hôpital pour la dernière fois le 20 juin 2008.